# Al Dexter
Al Dexter (* 4. Mai 1905 als Clarence Alfred Poindexter in Jacksonville, Texas; † 28. Januar 1984 in Denton, Texas) war ein US-amerikanischer Country-Musiker und -Songwriter.

## Leben

### Anfänge
Al Dexter begann seine musikalische Laufbahn als Mitglied von Tanzkapellen. Anfang der 1930er Jahre gründete er seine eigene Band, The Troopers. Bei einem kleinen Label wurden einige Singles produziert, der größte Erfolg war Honky Tonk Blues. In diesen Jahren begann er, Songs zu schreiben, die er lokalen Bands und Musikern verkaufte. Es war die Zeit der wirtschaftlichen Depression nach dem Börsencrash von 1929. Um finanziell zu überleben, war er zeitweilig gezwungen, als Maler und Anstreicher zu arbeiten.

### Karriere
Anfang der 1930er Jahre gründete Dexter eine eigene Band mit dem Namen „Texas Troopers“, die im östlichen Teil von Texas über eine regionale Popularität verfügte, so dass 1934 Dexter seinen ersten Plattenvertrag bei dem Label Vocalion Records erhielt. Er wurde damals von einem Talentscout in New Orleans entdeckt, während Dexter einen Auftritt absolvierte.
Ende der dreißiger Jahre erhielt Dexter einen Vertrag vom Okeh-Label. 1942 spielte er den selbst geschriebenen Song Pistol Packin’ Mama ein, der ein Jahr später veröffentlicht und zu einem der größten Hits der 1940er Jahre wurde. Mehr als drei Millionen Singles wurden innerhalb von 22 Monaten verkauft. Der Titel erreichte Platz 1 der Billboard-Verkaufscharts und hielt sich 17 Wochen in den Top 10. Zahlreiche Größen der Popmusik, unter anderen Bing Crosby und Frank Sinatra nahmen den Song in ihr Repertoire auf.
Pistol Packin’ Mama war nur der Anfang einer langen Serie von Nummer-1-Hits; 1944 hielt sich So Long Pal 13 Wochen an der Spitze der Country-Charts, Guitar Polka hielt sich 1946 15 Wochen. Dexter erhielt zwölf Goldene Schallplatten. Zwischen 1944 und 1946 gelangen Dexter sieben Nummer-eins-Hits, und insgesamt vierzehn Titel platzieren sich von 1944 bis 1947 in den Top Ten. Seine letzten Hitparadenplatzierungen hatte er 1948. Anschließend eröffnete er einen eigenen Club in Dallas, Texas, in dem er selbst häufig auftrat. Sein Geld investierte er erfolgreich im Immobiliensektor.
Obwohl Al Dexters Musik eher dem Mainstream zuzurechnen ist, wurde der Name einer besonderen Stilrichtung der Country-Musik, Honky Tonk, einem seiner Songs entlehnt, dem 1937 entstandenen Honky Tonk Blues. Für seine Verdienste als Songwriter wurde er 1971 in die Nashville Songwriters Hall of Fame aufgenommen.

## Diskografie (Auswahl)
Die während seiner Chart-Präsenz 1943 bis 1948 erschienenen Titel. – Das Copyright aller Songs bei „Hill and Range Songs“ und „Al Dexter Music Publishing Company“, Hollywood, Cal.
Angegeben sind das Erscheinungsjahr, Titel der A- und der B-Seite, in Klammern die Chartplatzierungen (CW = Country-Charts) und die US-Katalognummer.

### Singles
- 1943 – Pistol Packin’ Mama (#1 CW-Charts) / Rosalita (#1 CW-Charts)- Okeh 6708, Wiederveröffentlichung Columbia 37668
- 1944 – Too Late To Worry (#1 CW-Charts) / So Long Pal (#1 CW-Charts) – Okeh 6718, Wiederveröffentlichung Columbia 37404
- 1945 – Losing My Mind Over You (#1 CW-Charts) / I’ll Wait For You, Dear (#2 CW-Charts) – Okeh 6727, Wiederveröffentlichung Columbia 37037
- 1945 – Triflin’ Gal (#2 CW-Charts) / I’m Lost Without You (#5 CW-Charts) – Okeh 6740, Wiederveröffentlichung Columbia 37042
- 1946 – Guitar Polka (#1 CW-Charts)[6] / Honey, Do You Think It’s Wrong? (#2 CW-Charts) – Columbia 36898
- 1946 – Wine, Women And Song (#1 CW-Charts) / It’s Up To You (#3 CW-Charts) – Columbia 37062
- 1947 – Kokomo Island (#4 CW-Charts) / I Learned About Love – Columbia 37200
- 1947 – Down The Roadside Inn (#4 CW-Charts) / My Love Goes With You – Columbia 37303
- 1947 – Who’s Gonna Love You When I’m Gone? / Am I To Blame? – Columbia 37352
- 1947 – Honky Tonk Chinese Dime / Sundown Polka – Columbia 37417
- 1947 – Meet Me Down In Honky Tonk Town / All I Want Is You – Columbia 37434
- 1947 – Who’s Been Here? / Darling, It’s All Over Now – Columbia 37441
- 1947 – Maybe, Baby, It’s Me / Love Lanes Of Yesterday – Columbia 37538
- 1948 – New Broom Boogie / Remember You’re Mine – Columbia 37594
- 1948 – Jelly Roll Special / Sunshine – Columbia 37641
- 1948 – Barrel House Boogie / Texas Rose – Columbia 38038
- 1948 – Rock And Rye Rag (#14 CW-Charts) / I’m Leaving My Troubles Behind- Columbia 38168
- 1948 – Calico Rag (#11 CW-Charts) – Columbia 20438

### Alben
- 1947 – Songs of the Southwest (Columbia C-151)